# Natación en los Juegos Olímpicos de Pekín 2008 – 50 metros estilo libre femenino
La competición de 50 metros libre femenino en los Juegos Olímpicos de Pekín 2008 se realizó del 15 al 17 de agosto de 2008 en el Centro Acuático Nacional de Pekín.

## Récords
Antes de esta competición, el récord mundial y olímpico existentes eran los siguientes:
| Récord mundial  | Lisbeth Trickett | 23,97 | Sídney, Australia | 29/03/2008 |
| Récord olímpico | Inge de Bruijn   | 24,13 | Sídney, Australia | 22/09/2000 |

Los siguientes récords olímpicos fueron establecidos durante esta competición:
| Fecha      | Evento | Nombre         | País     | Tiempo | Récord |
| ---------- | ------ | -------------- | -------- | ------ | ------ |
| 17/08/2008 | Final  | Britta Steffen | Alemania | 24,06  | RO     |

## Resultados

### Semifinales

#### Semifinal 1
| Pos. | Calle | Nombre                 | País           | Tiempo | Notas |
| ---- | ----- | ---------------------- | -------------- | ------ | ----- |
| 1    | 3     | Britta Steffen         | Alemania       | 24,43  | Q     |
| 2    | 4     | Marleen Veldhuis       | Países Bajos   | 24,46  | Q     |
| 3    | 5     | Lisbeth Trickett       | Australia      | 24,47  | Q     |
| 4    | 7     | Hinkelien Schreuder    | Países Bajos   | 24,52  | Q     |
| 5    | 1     | Kara Lynn Joyce        | Estados Unidos | 24,63  | Q     |
| 6    | 8     | Aliaxandra Herasimenia | Bielorrusia    | 24,72  | Q     |
| 7    | 6     | Francesca Halsall      | Reino Unido    | 24,80  |       |
| 8    | 2     | Malia Metella          | Francia        | 24,89  |       |

#### Semifinal 2
| Pos. | Calle | Nombre              | País           | Tiempo | Notas |
| ---- | ----- | ------------------- | -------------- | ------ | ----- |
| 1    | 5     | Dara Torres         | Estados Unidos | 24,27  | Q     |
| 2    | 4     | Cate Campbell       | Australia      | 24,42  | Q     |
| 3    | 6     | Zhu Yingwen         | China          | 24,76  |       |
| 4    | 3     | Jeanette Ottesen    | Dinamarca      | 24,86  |       |
| 5    | 1     | Li Zhesi            | China          | 24,90  |       |
| 6    | 2     | Therese Alshammar   | Suecia         | 24,96  |       |
| 7    | 7     | Arlene Semeco       | Venezuela      | 25,05  |       |
| 8    | 8     | Hanna-Maria Seppälä | Finlandia      | 25,19  |       |

### Final
| Pos.              | Calle | Nombre                 | País           | Tiempo | Notas |
| ----------------- | ----- | ---------------------- | -------------- | ------ | ----- |
| Medalla de oro    | 3     | Britta Steffen         | Alemania       | 24,06  | RO    |
| Medalla de plata  | 4     | Dara Torres            | Estados Unidos | 24,07  | AM    |
| Medalla de bronce | 5     | Cate Campbell          | Australia      | 24,17  |       |
| 4                 | 2     | Lisbeth Trickett       | Australia      | 24,25  |       |
| 5                 | 6     | Marleen Veldhuis       | Países Bajos   | 24,26  |       |
| 6                 | 1     | Kara Lynn Joyce        | Estados Unidos | 24,63  |       |
| 7                 | 7     | Hinkelien Schreuder    | Países Bajos   | 24,65  |       |
| 8                 | 8     | Aliaxandra Herasimenia | Bielorrusia    | 24,77  |       |